# Guérin de Cierrey
Guérin (Guarinus) de Cierrey est un évêque d'Évreux de la fin du XIIe siècle.

## Famille
Il est le fils d'Adam, noble de la région d'Évreux, et a au moins un frère, Guillaume. Son neveu Raoul de Cierrey sera évêque d'Évreux en 1220. Un autre membre de la famille Raoul II de Cierrey le sera également en 1236.

## Biographie
Élu évêque d'Évreux, il part en Allemagne où Richard Cœur de Lion est retenu captif.
En 1194, le roi de France Philippe Auguste ruine Évreux. En 1197, ne respectant pas l'interdit jeté sur la province par l'archevêque Gautier de Coutances, il doit se repentir à ses pieds, et reçoit finalement l'absolution.
Il expulse l'abbé de Conches Simon en 1199, suivant l'ordre donné par le Saint-Siège.
Alors que Philippe Auguste est entré en possession de l'évêché d'Évreux après le traité du Goulet en mai 1200, il notifie au chapitre cathédral la possibilité d'élire librement son évêque alors qu'il est toujours vivant.
Il meurt le 14 août 1201 et est enterré dans le chœur de l'abbatiale de la Noë.